# Friedrich Reinhold Kreutzwald
Friedrich Reinhold Kreutzwald (n. 26 decembrie 1803 [S.V. 14 decembrie] - d. 25 august [S.V. 13 august] 1882) a fost un medic, scriitor și folclorist eston.
Este considerat întemeietorul literaturii naționale din țara sa.
Principala sa operă este Kalevipoeg (1857/1861, Fiul lui Kalev), scrisă sub influența celebrei „Kalevala” și care întrunește într-o operă unitară vechi legende populare estone transmise pe cale orală.
A mai scris și poemul Lembitu, publicat postum în 1885.
Kreutzwald este și autorul unei proze cu caracter didactic și a unor studii despre legende și tradiții populare.